# Kawm Ḩamādah
Kawm Ḩamādah är en ort i Egypten.   Den ligger i guvernementet Beheira, i den norra delen av landet, 90 km nordväst om huvudstaden Kairo. Kawm Ḩamādah ligger 9 meter över havet och antalet invånare är 36 751.
Terrängen runt Kawm Ḩamādah är mycket platt. Runt Kawm Ḩamādah är det mycket tätbefolkat, med 1 411 invånare per kvadratkilometer. Närmaste större samhälle är Kafr az Zayyāt, 13,5 km nordost om Kawm Ḩamādah. Trakten runt Kawm Ḩamādah består till största delen av jordbruksmark.